# Mieczysław Jastrun
Mieczysław Jastrun (ur. 29 października 1903 w Korolówce, zm. 22 lutego 1983 w Warszawie) – polski poeta, prezentujący lirykę refleksyjno-filozoficzną i moralistyczną, tłumacz poezji francuskiej, rosyjskiej i niemieckiej.

## Życiorys
Urodził się w Korolówce powiatu barszczowskiego woj. tarnopolskiego w rodzinie żydowskiej, jako Mojsze (Mojżesz) (w innej wersji Mieczysław) Agatsztein, syn Józefa Agatsteina i Marii z domu Nisenshon. Dzieciństwo spędził w Jodłowej, do szkoły powszechnej uczęszczał w Ryglicach, gdzie jego ojciec otworzył gabinet lekarski. Mieszkali w różnych miejscowościach, w których pracował jego ojciec. W latach 1915–1919 przebywał w Krakowie, gdzie uczęszczał do gimnazjum. Z powodu wybuchu wojny polsko-bolszewickiej (1919–1921) przerwał naukę i zaciągnął się jako ochotnik do Wojska Polskiego. Nie uczestniczył jednak w walkach, gdyż w tym czasie ciężko zachorował na tyfus. 9 marca 1920 wraz ze swoim starszym bratem Jerzym Stanisławem (późniejszy Jerzy Gierowski) przyjął chrzest w kościele św. Stanisława Biskupa i Męczennika w Jodłowej. Nie powrócił już do Krakowa, a ostatnie dwie klasy szkoły średniej ukończył w Gimnazjum im. Kazimierza Brodzińskiego w Tarnowie. Mieszkał wtedy w Pleśnej, u swojej dawnej opiekunki (1921−1923). Po złożeniu egzaminu dojrzałości studiował polonistykę, germanistykę i filozofię na Uniwersytecie Jagiellońskim. Zadebiutował jako poeta wierszem Wielki wóz opublikowanym w miesięczniku „Skamander” (1925). W 1929 doktoryzował się u Stanisława Windakiewicza na podstawie rozprawy Stosunek Wyspiańskiego do Słowackiego.
Po ukończeniu studiów, pracował jako nauczyciel języka polskiego i propedeutyki filozofii w prywatnym gimnazjum w Kolbuszowej (1928−1929), następnie w Brześciu i w Społecznym Polskim Gimnazjum Męskim w Łodzi. Jego uczniami byli m.in. Jerzy Jochimek i Jerzy Pomianowski. Od 1929 należał do Związku Zawodowego Literatów Polskich (ZZLP), a w 1930 został członkiem Polskiego Pen Clubu. Po wyjeździe z Tarnowa utrzymywał kontakt z miastem, gdzie spotykał się z innym literatem – Romanem Brandstaetterem. Rozwijał swą twórczość literacką ogłaszając liczne wiersze, artykuły i przekłady poetyckie w językach obcych w wielu czasopismach, m.in. w Wiadomościach Literackich, Skamandrze, Gazecie Literackiej, Okolicy Poetów, Kamenie czy Ateneum.
Po wybuchu II wojny światowej przedostał się w grudniu do okupowanego przez Sowietów Lwowa. Tam zajmował się pracą translatorską z klasyki rosyjskiej i ukraińskiej i brał udział w redagowaniu podręczników szkolnych w języku polskim. 17 września 1940 wstąpił do Związku Radzieckich Pisarzy Ukrainy.
Po zajęciu Lwowa przez III Rzeszę w 1941 powrócił do Warszawy i włączył się w nurt tajnego nauczania oraz nawiązał współpracę z prasą konspiracyjną używając pseudonimu Jan Klonowicz. Aby uniknąć aresztowania przez Gestapo, przeniósł się do Międzylesia (lipiec 1944). Jeszcze przed zakończeniem wojny osiadł w Lublinie, gdzie pisał do tygodnika „Odrodzenie” (do 1949) oraz pracował w redakcji „Wsi” i „Rzeczpospolitej”.
Jesienią 1945 wyjechał do Łodzi. Wstąpił do PPR; pełnił funkcję zastępcy redaktora naczelnego „Kuźnicy”, w której ogłaszał swoje utwory. Po 1947 był autorem utworu pt. Tren na śmierć generała Świerczewskiego. Od 1949 mieszkał na stałe w Warszawie; rok później ożenił się z poetką Mieczysławą Buczkówną (1924−2015), z którą miał syna Tomasza (ur. 1950). Mieczysław Jastrun kontynuował pracę artystyczną publikując swoje utwory w wielu czasopismach i wydawnictwach. Prowadził także wykłady z poezji współczesnej na Uniwersytecie Warszawskim. W 1957, po niedopuszczeniu przez Władysława Gomułkę wydawania miesięcznika literackiego „Europa”, którego był współzałożycielem, wystąpił z PZPR. Należał do sygnatariuszy Listu 34 – pisarzy i uczonych występujących w obronie wolności słowa (1964). W styczniu 1976 podpisał list protestacyjny do Komisji Nadzwyczajnej Sejmu PRL przeciwko zmianom w Konstytucji Polskiej Rzeczypospolitej Ludowej. 23 sierpnia 1980 dołączył do apelu 64 uczonych, pisarzy i publicystów do władz komunistycznych o podjęcie dialogu ze strajkującymi robotnikami.

### Życie prywatne
Był dwukrotnie żonaty. Jego pierwszą żoną była tłumaczka – Krystyna Bilska (1904–1975), drugą zaś, poetka – Mieczysława Buczkówna (1924–2015), z którą miał syna, prozaika Tomasza Jastruna.

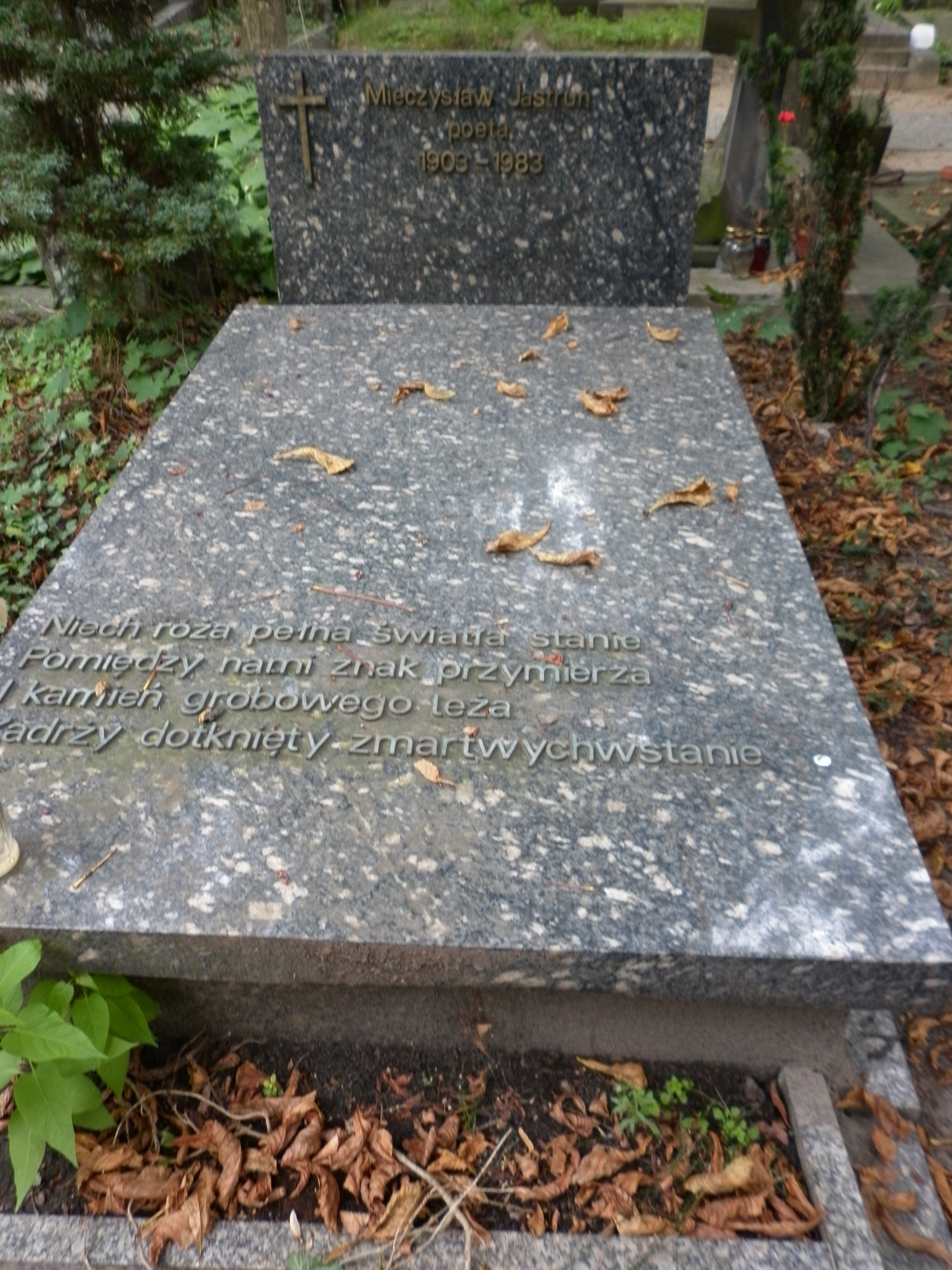
Grób Mieczysława Jastruna

Zmarł w Warszawie, spoczywa na cmentarzu Powązkowskim (kwatera 169-2-11).

## Twórczość

### Poezja
- Spotkanie w czasie, wyd. Ferdynand Hoesick, Warszawa 1929.
- Dzieje nieostygłe (1935).
- Strumień i milczenie, Wydawnictwo J. Mortkowicza, Kraków 1937.
- Godzina strzeżona, Związek Zawodowy Literatów Polskich, Lublin 1944.
- Rzecz ludzka, „Książka”, Warszawa 1946.
- Sezon w Alpach i inne wiersze, „Książka”, Kraków 1948.
- Barwy ziemi, Państwowy Instytut Wydawniczy, Warszawa 1951.
- Poemat o mowie polskiej, Państwowy Instytut Wydawniczy, Warszawa 1952.
- Poezja i prawda, Czytelnik, Warszawa 1955.
- Genezy, Państwowy Instytut Wydawniczy, Warszawa 1959.
- Większe od życia, Czytelnik, Warszawa 1960.
- Intonacje, Państwowy Instytut Wydawniczy, Warszawa 1962.
- Strefa owoców, Państwowy Instytut Wydawniczy, Warszawa 1964.
- W biały dzień, Państwowy Instytut Wydawniczy, Warszawa 1967.
- Godła pamięci, Państwowy Instytut Wydawniczy, Warszawa 1969.
- Wyspa, Czytelnik, Warszawa 1973.
- Błysk obrazu, Wydawnictwo Literackie, Kraków 1975.
- Scena obrotowa, Wydawnictwo Literackie, Kraków 1977.
- Punkty świecące, Państwowy Instytut Wydawniczy, Warszawa 1980.
- Wiersze z jednego roku, Czytelnik, Warszawa 1981.
- Fuga temporum, Państwowy Instytut Wydawniczy, Warszawa 1986.

### Eseje, szkice biograficzne, teksty o literaturze
- Mickiewicz, Państwowy Instytut Wydawniczy, Warszawa 1949.
- Poeta i dworzanin. Rzecz o Janie Kochanowskim, Państwowy Instytut Wydawniczy, Warszawa 1954.
- Wizerunki. Szkice literackie, Państwowy Instytut Wydawniczy, Warszawa 1956.
- Między słowem a milczeniem, Państwowy Instytut Wydawniczy, Warszawa 1960.
- Mit śródziemnomorski, Państwowy Instytut Wydawniczy, Warszawa 1962.
- Wolność wyboru, Państwowy Instytut Wydawniczy, Warszawa 1969.
- Sytuacja poezji, 1971.
- Gwiaździsty diament Państwowy Instytut Wydawniczy, Warszawa 1971.
- Walka o słowo, Czytelnik, Warszawa 1973.
- Podróż do Grecji, Wydawnictwo Literackie, Kraków 1978.
- Forma i sens poezji, Państwowy Instytut Wydawniczy, Warszawa 1988.

### Proza
- Spotkanie z Salomeą, Państwowy Instytut Wydawniczy, Warszawa 1959 (powieść o Słowackim).
- Piękna choroba, Państwowy Instytut Wydawniczy, Warszawa 1961 (powieść autobiograficzna).
- Smuga światła, Państwowy Instytut Wydawniczy, Warszawa 1983 (wspomnienia)
- W innym miejscu, w innym czasie, Czytelnik, Warszawa 1994 (opowiadania)
- Dzienniki 1955–1981, Wydawnictwo Literackie, Kraków 2002.
- Pamięć i milczenie. Z rękopisów przygotował do druku A. Lam. Wyższa Szkoła Humanistyczna im. A. Gieysztora, Pułtusk 2006.

Przetłumaczył Elegie duinejskie i Poezje Rainera Marii Rilkego, poezję Friedricha Hölderlina. Napisał esej O przekładzie jako o sztuce słowa.
Mieczysław Jastrun, mimo iż mocno związany był z Tarnowem i jego najbliższymi okolicami, nie eksponował tych więzów, ani nie starał się ich odnawiać. Jednak w jego twórczości, zwłaszcza prozatorskiej, znajduje się wiele wątków, odniesień czy wspomnień dotyczących tego czasu, kiedy tu żył i mieszkał, kiedy budziły się jego pierwsze fascynacje poetyckie, związki uczuciowe. Krainę dzieciństwa i młodości, „krainę snów” odkrywamy w „Dziennikach i wspomnieniach” (1955), „Pięknej chorobie” (1961), „Smudze światła” (1983) i zwłaszcza w pośmiertnie wydanych wspomnieniach „Pamięć i milczenie” (2006).

## Ordery i odznaczenia
- Order Sztandaru Pracy I klasy (22 lipca 1949)[14]
- Krzyż Komandorski Orderu Odrodzenia Polski (16 lipca 1954)[15]
- Złoty Krzyż Zasługi (8 maja 1946)[16]
- Medal 10-lecia Polski Ludowej (19 stycznia 1955)[17]

## Nagrody
- Nagroda Miasta Łodzi za całokształt pracy literackiej (1946)[18]
- Nagroda tygodnika „Odrodzenie” za powieść Mickiewicz (1949)[19]
- Państwowa Nagroda Artystyczna I stopnia w dziale literatury za powieść biograficzną pt. Adam Mickiewicz (1950)[20]
- Nagroda Państwowa I stopnia za całość twórczości poetyckiej (1955)[21]
- Nagroda Polskiego Pen Clubu za przekłady z języka niemieckiego (1969)
- Nagroda Fundacji im. A. Jurzykowskiego w Nowym Jorku (1972)
- Nagroda miesięcznika „Odra” (1977)